# Stanislas Emsens (1926-2018)
Stanislas Marie Alexandre Roger baron Emsens (Sint-Gillis, 21 maart 1926 - Lommel, 19 januari 2018) was een Belgisch ondernemer. Hij was CEO en voorzitter van de raad van bestuur van zandwinningsbedrijf Sibelco.

## Biografie
Stanislas Emsens was een zoon van Walter Emsens en een kleinzoon van Stanislas Emsens, die in 1872 aan de grondslag van zandwinningsbedrijf Sibelco lag. Voordat hij in 1949 bij Sibelco in dienst trad liep hij stage bij glasfabriek Pilkington in het Verenigd Koninkrijk en bij zandgroeves in Duitsland en Nederland. In 1952 trok hij naar de Verenigde Staten om er Belgisch zand te verkopen. Emsens werd in 1958 CEO van Sibelco, dat hij uitbouwde van een Kempense kmo met 100 werknemers tot een multinational met meer dan 7.500 werknemers. Hij sloot zijn carrière bij Sibelco af als voorzitter van de raad van bestuur.
Hij was gehuwd met jonkvrouw Marie-Claire Boël (1931-2024), dochter van Max Boël en zus van Jacques Boël, uit welk huwelijk vier kinderen voortkwamen. In 2005 werd hij opgenomen in de erfelijke adel met de persoonlijke titel baron.